# ザ・システム・ハズ・フェイルド
『ザ・システム・ハズ・フェイルド』 (The System Has Failed) は、メガデスが2004年に発表した10作目のスタジオ・アルバム。

## 解説
このアルバムの制作時点ではメガデスは解散（後に再結成）しており、実際はデイヴ・ムステインのソロアルバムだが、所属レコード会社の意向によりメガデス名義で出したといういわく付きのアルバムである。また、セッションプレイヤー達と制作したアルバムのため、2002年まで共に活動していた3人のメンバー（エレフソン、デグラッソ、ピトレリ）は本作に関与していないが、メガデスのオリジナルメンバーの一人であるクリス・ポーランドがレコーディングに参加している。
なお、本作のレコーディングに際し、当初はマーティ・フリードマンへ参加を打診していたが、当時フリードマンは日本での活動が多忙だったために参加を辞退。結果的にクリス・ポーランドが参加することになった。

## 収録曲
1. ブラックメール・ザ・ユニヴァース - "Blackmail The Universe"  - 4:33
2. ダイ・デッド・イナフ  - "Die Dead Enough" - 4:19
3. キック・ザ・チェア  - "Kick The Chair" - 3:57
4. ザ・スコーピオン  - "The Scorpion" - 5:59
5. ティアーズ・イン・ア・ヴァイアル - "Tears In A Vial" - 5:22
6. アイ・ノウ・ジャック - "I Know Jack" - 0:40
7. バック・イン・ザ・デイ - "Back In The Day" - 3:27
8. サムシング・アイム・ノット - "Something I'm Not" - 5:07
9. トゥルース・ビー・トールド - "Truth Be Told" - 5:40
10. オヴ・マイス・アンド・メン - "Of Mice And Men" - 4:05
11. シャドウ・オヴ・デス - "Shadow Of Deth" - 2:15
12. マイ・キングダム・カム - "My Kingdom Come" - 3:04

## 参加ミュージシャン
- デイヴ・ムステイン - ヴォーカル、ギター
- クリス・ポーランド - ギター
- ヴィニー・カリウタ - ドラムス
- ジミー・スロース - ベースギター